# الدرر السنية (موقع ويب)
موقع الدُّرر السَّنيَّة هو موقع إلكتروني إسلامي متخصص في نشر الموسوعات العلمية الإسلامية ويتبع لمؤسسة الدرر السنية وهي مؤسسة علمية، دعوية، إعلامية، وقفية، تحاول توفير محتوى عربي وعالمي من خلال إيجاد مرجعية علمية على منهج أهل السنة والجماعة، وذلك ببناء أضخم قاعدة بيانات إلكترونية شاملة لميراث الرسول محمد ﷺ بمفهومه الشامل.

## موسوعات الدرر السنية
- موسوعة التفسير: هي موسوعة لتفسير القرآن الكريم، ويبلغ عدد مراجعها 124 مرجعا، وأعد هذه الموسوعة ثلة من طلبة العلم المتميزين بالقسم العلمي بمؤسسة الدرر السنية بإشراف الشيخ علوي بن عبد القادر السَّقَّاف وساهم في مراجعة واعتماد المنهجية العلمية التي يسير عليها الباحثون ومراجعة الموسوعة ثلاثة من أساتذة التفسير وعلوم القرآن، وهم الشيخ الدكتور خالد بن عثمان السبت، والشيخ الدكتور أحمد بن سعد الخطيب، والشيخ الدكتور منصور بن حمد العيدي.
- الموسوعة الحديثية: هي موسوعة تضم مئات الألوف من الأحاديث مع أحكام المحدثين (المتقدمين والمتأخرين والمعاصرين) عليها، مستخرجة من كتبهم، ويمكن البحث في هذه الموسوعة عن حكم أي حديث من خلال محرك بحث سريع وآخر متقدم، مع إمكانية اختيار البحث ضمن الصحيح فقط أو الضعيف فقط أو الجميع.
- الموسوعة العقدية: هي موسوعة عقدية ضخمة على منهج أهل السنة والجماعة، وتشمل جميع المواضيع والمسائل العقدية، والتي تم جمعها وترتيبها وتحقيقها من أكثر من ثمانين مرجعاً، ويمكن تصفح جميع مسائلها من خلال التقسيم الشجري، كما يمكن البحث فيها من خلال محرك بحث سريع.
- موسوعة الملل والأديان: هي موسوعة ضخمة متخصصة في التعريف بالملل والأديان، وبيان معتقداتها، وأماكن وجودها وغير ذلك، وتم جمعها وترتيبها وتحقيقها من عشرات المراجع، ويمكن تصفحها من خلال التقسيم الشجري الموضوعي كما يمكن البحث فيها من خلال محرك بحث سريع.
- موسوعة الفرق المنتسبة للإسلام: هي موسوعة ضخمة متخصصة في التعريف بالفرق المنتسبة للإسلام، وبيان معتقداتها، ومؤسسيها وأماكن وجودها وغير ذلك، وتم جمعها وترتيبها وتحقيقها من عشرات المراجع، ويمكن تصفحها من خلال التقسيم الشجري الموضوعي كما يمكن البحث فيها من خلال محرك بحث سريع.
- موسوعة المذاهب الفكرية المعاصرة: هي موسوعة ضخمة متخصصة في التعريف بالمذاهب الفكرية المعاصرة، وبيان أفكارها ومعتقداتها، ومؤسسيها وأماكن وجودها وغير ذلك، وتم جمعها وترتيبها وتحقيقها من عشرات المراجع، ويمكن تصفحها من خلال التقسيم الشجري الموضوعي كما يمكن البحث فيها من خلال محرك بحث سريع.
- الموسوعة الفقهية: وهي موسوعة شاملة للمواضيع والمسائل الفقهية، مع شرح ميسر وسهل، ويمكن من خلالها تصفح تلك المسائل الفقهية والبحث فيها من خلال محرك بحث سريع.
- موسوعة الأخلاق والسلوك : هي موسوعة شاملة حوت في طياتها العديد من الأخلاق الحميدة للاقتداء بها، وأخرى من الأخلاق المذمومة لتجنبها والبعد عنها، وجمعتها للمتصفحين ضمن إطار واحد ليسهل الرجوع إليها والاستفادة منها.[1] تحتوي الموسوعة على 6 مجلدات.

- الموسوعة التاريخية: هي موسوعة ضخمة تشمل تعريف بأهم أحداث التاريخ الإسلامي، من ميلاد المصطفى صلى الله عليه وسلم، إلى وقتنا الحاضِر، مع تراجم لأهمِّ الشخصيات التاريخيَّة. تم جمعُها وترتيبها وتحريرها من عدد كبير من المراجع التاريخية، وأوثق مصادر الأحداث المعاصرة. يمكن تصفُّحها تصفحًا زمنيًّا، أو من خلال تصنيف موضوعي دقيق، كما يمكن البحث فيها من خلال محرِّك بحث سريع، وبحث متقدِّم للفِهرس والمحتوى، وبالتاريخ الهِجري أو الميلادي.
- موسوعة اللغة العربية: موسوعة لُغويّة مُحكّمة، شاملة لجميع علوم اللغة وأقسامها.. تميزت بالمنهجية البحثية والدِّقَّة العلمية، واللغة المناسبة لمختلف المستويات العلمية.
- الموسوعة الحديثية الميسرة: هي نسخة ميسرة من الموسوعة الحديثية تم العمل عليها قرابة سبعة أعوام بطريقة علمية وضوابط منهجية، تيسيراً لغير المتخصصين من الحريصين على معرفة صحة الحديث.

## إصدارات المؤسسة
من إصداراتها: موسوعة اللغة العربية: وتهدُفُ هذهِ الموسوعةُ إلى تبسيطِ قواعدِ النَّحوِ ومسائلِه للقارئِ وطالبِ العلمِ، بحيث يتمكَّنُ المُطَّلعُ من استيعابِ النَّحوِ جملةً وتفصيلًا. ومن إصداراتها كتاب فقه الأسرة وكتاب زاد العباد. وتصدر المؤسسة أيضًا كتبًا تساهم في نشر الوعي الإسلامي.

## تطبيقات الجوال
- تطبيق الموسوعة الحديثية.
- تطبيق موسوعة الأخلاق.
- تطبيق أحاديث منتشرة لا تصح.
- تطبيق فقه العبادات.
- تطبيق فقه اللباس والزينة.
- تطبيق فقه الأسرة.
- تطبيق الموسوعة العقدية.
- تطبيق الموسوعة التاريخية. ويمكن للمستخدم تحميل هذه التطبيقات من صفحتها الخاصة بموقع الدرر السنية.

## وصلات خارجية
- موقع الدرر السنية